# نهر كاربوفكا
كاربوفكا هو نهر صغير من أنهار حوض نهر نيفا في سانت بطرسبرغ في روسيا. يفصل جزيرة أبتيكارسكي (الضفة اليمنى) عن جزيرة بيتروغرادسكي (الضفة اليسرى). يجري نهر كاربوفكا من بولشايا نيفكا إلى مالايا نيفكا بطول 3 كيلومترات. اشتق الاسم الروسي من اسم النهر باللغة الفنلندية «كوربيجوكا». تقع حديقة سانت بطرسبورغ النباتية على ضفة النهر اليمنى.

## وصلات خارجية
- نهر كاربوفكا @ موسوعة سانت بطرسبرغ